# Bogáti Péter
Bogáti Péter, születési nevén Bornstein Péter (Budapest, 1924. december 15. – 2012. október 17.) magyar író, sci-fi-szerző, újságíró, műfordító, kritikus, dramaturg.

## Élete
Bornstein Dezső (1895–1982) okleveles gépészmérnök és Becz Ilona (1906–1983) fiaként született. Apját a második világháború során a Harmadik Birodalomba vitték kényszermunkára, ahol május elején az amerikaiak szabadították fel. Családnevüket a háborút követően magyarosították Bogátira.
Középiskoláit tanulmányait 1935-ben az Óbudai Árpád Gimnáziumban kezdte. 1937-től 1943-ig a Magyar Királyi Állami Bolyai-Gimnázium tanulója volt.
Az ELTE Bölcsészettudományi Karán 1954-ben középiskolai tanári oklevelet szerzett. 1951-től 1954-ig a Nemzeti Színház dramaturgja volt. 1957-ig a Népszava hasábjaira írt, itt a kulturális rovat vezetője volt. 1957 és 1960 között az Élet és Irodalom rovatvezetője volt, 1961 és 1972 között a Magyar Hírek főmunkatársa, 1973-ban az MTV főmunkatársaként visszatért dramaturgi szakmájához.
1980-ban a Népszava olvasószerkesztője lett, az újságnál négy éven át, nyugdíjba vonulásáig dolgozott. Nyugdíjasként sem fejezte be újságírói munkáját, a Képírás című ifjúsági lap, valamint a Pajtás olvasószerkesztője volt.

## Művei
- A Hóvirág másodkormányosa jelenti (Móra Ferenc Ifjúsági Könyvkiadó, 1958)
- Az ágasvári csata Móra, 1961 Online hozzáférés
- Halló, itt Mátyás király (Budapest, Móra, 1966)
- Pihe Pali (Budapest, Móra, 1967)
- István, magyarok királya =  Magyar Hírek 1970 [folytatásos kisregény]
- Huszárkaland (Budapest, Móra, 1973)
- A linkostowni csapda (Budapest, Móra, 1976) Online elérés
- Őrnagy úr, keressen magának ellenséget! (Budapest, Móra, 1978) Online elérés
- Flamingók Új-Budán (Budapest, Kossuth, 1979)
- Édes Pólim! (Budapest, Móra, 1979)
- Az utolsó ember, avagy C. Robinson különös története (Budapest, Kossuth Kiadó, 1982) (bolgárul: 1986, csehül: 1987) | Az Utolsó Ember
- Az eljátszott teremtés (Galaktika, 1985/2.)
- Az oroszlán is macska (Budapest, Móra, 1985)
- A mahagóni ember – László Károly regényes életrajza. Móra Ferenc Könyvkiadó (1986). ISBN 9631145441
- A Lar (Galaktika, 1986/5);
- Időtojás (Robur, 14, 1986); második kiadása: Utazások a lopott tojáson Budapest, Krónika Nova Kiadó, 2005. 290 l.)
- A Nevenincs tér lovagjai (Budapest, Móra, 1989)
- Fekete kapcsolat (Galaktika, 1990/4.)
- A számítógép hímnemű (Galaktika, 1990/9.)
- Az egérfogó  (Galaktika, 1992/3.)
- A romantika alkonya = Az idő hídján (szerk. S. Sárdi Margit, Budapest, Möbius, 2000. 25-81.)

## Díjai, elismerései
- a Móra Könyvkiadó nívódíja (1979)
- Kritikusok Díja (1982)
- a Munka Érdemrend ezüst fokozata (1985)
- Gyermekekért érdemérem (1986)
- az MSZOSZ Különdíja (1990)
- a Magyar Honvédség és a Magyar Írószövetség pályázatának nívódíja (1993)
- Év Gyermekkönyve díj (1996)